# Ernst Ulrich Franck
Ernst Ulrich Franck (Hamburgo, 2 de agosto de 1920 – 21 de dezembro de 2004) foi um químico alemão. Foi professor de físico-química na TH Karlsruhe.
Ulrich Franck estudou a partir de 1939 na Universidade de Göttingen, obtendo o diploma em 1946, com um doutorado em 1950, orientado por Arnold Eucken. Permaneceu em Göttingen, esteve em 1960 no Laboratório Nacional de Oak Ridge, sendo no mesmo ano professor e diretor do Institut für Physikalische Chemie und Elektrochemie na TH Karlsruhe. Aposentou-se em 1988.
Foi um pioneiro no estudo de água e soluções aquosas em altas pressões e temperaturas. Recebeu o Prêmio Bridgman de 1981. Publicou mais de 200 artigos científicos.
Recebeu a Medalha Bunsen de 1970.
Foi membro da Academia de Ciências de Heidelberg (1975), da Academia de Ciências de Göttingen (1991) e da Academia Leopoldina (1978).
Orientou mais de 80 doutorandos, dentre eles Michael Buback (Göttingen), Friedrich Hensel (Marburg) e Gerhard Schneider (Marburg).